# Hungry Shark
Hungry Shark — RPG серія у аркадному стилі, розробки та видавництва Future Games Of London (до Hungry Shark Evolution) та Ubisoft (від Hungry Shark Evolution). Аби досягти успіху гравець, під чиїм керуванням знаходиться єден з видів акул, повинен споживати інших морських тварин і збільшуватися у розмірах до наступної, більш потужної акули, доступної для придбання. У травні 2016 року Hungry Shark World, опісля 10 мільйонів завантажень, за шість днів потрапила до топ-10 безкоштовних додатків для iPhone та Android.